# Oussama Ben Laden pue du cul
Oussama ben Laden pue du cul (Osama bin Laden Has Farty Pants en version originale) est le neuvième épisode de la cinquième saison de la série animée South Park, ainsi que le 74e épisode de l'émission.

## Synopsis
En pleine paranoïa post-11 septembre, les enfants de South Park envoient leur argent en Afghanistan. En échange, les enfants afghans leur envoient une chèvre. Les enfants comprennent qu'ils ne peuvent pas la garder et décident de la rendre.

## Mort de Kenny
Kenny est tué avec son équivalent afghan Kengda par les Américains.